# 질 리치
질 리치(Jill Ritchie, 1974년 3월 5일 ~ )는 미국의 전 배우이다. 2007년에 활동을 중단하였다.
미시간주에서 태어났다. 음악가 키드 록의 여동생이다.

## 출연 작품

### 영화
- 아메리칸 러브홀릭 (2002)
- D.E.B.S. (2003) - 재닛 역 (단편)
  - 미녀 첩보원 D.E.B.S. (2004)
- 씨잉 아더 피플 (2004, Seeing Other People)
- 애인 차는 법 (2004, Breakin' All the Rules)
- 허비: 첫 시동을 걸다 (2005)
- 사우스랜드 테일 (2006)

### 텔레비전
- 베벌리힐스 아이들 (1995)